# 青葉台 (市原市)
青葉台（あおばだい）は、千葉県市原市の姉崎地区にある町丁。現行行政地名は青葉台一丁目から青葉台八丁目。郵便番号は299-0117。

## 概要
市原市西部の姉崎地区に位置する。JR東日本内房線姉ケ崎駅から南東約3kmに位置し、宅地開発による計画的な住宅地としての土地利用及び基盤整備が行われて良好な住環境が形成されている地区である。青葉台一丁目から七丁目は、換地処分時に地番変更の他、住居表示を実施している。
青葉台という地名は全国に数多く存在しているが、その中でも神奈川県横浜市青葉区青葉台、東京都目黒区青葉台に続いて3番目の人口規模である。人口密度は大差あるものの、東京都目黒区、横浜市青葉区のものに続いて3番目である。

## 地理

### 地形
町丁内は海抜最低5ｍ、最高42mである。なお、海抜5mの場所は農業用貯蓄池である葎堰（むぐらせき）の縁の部分であり、ほとんどの場所は海抜10m以上ある。団地の開発前には主に針葉樹林や広葉樹林が広がる山林で、一部葎堰周辺の低地は水田として利用されていた。また、姉崎字宮台から青葉台5丁目及び青葉台6丁目の境界を経由して姉崎字六孫王原に伸びる市道には、現在は青葉通りとの合流点となっている場所付近から、片又木及び迎田周辺の水田地帯まで枝道が存在したほか、東西に分かれている葎堰の間には道が存在し、通り抜けることが可能であった。その他、大学病院通りと接続するつぼみの森第二保育園付近にある袋小路となっている道は、この地点から現在の青葉台を経由して片又木の北側にある台地上の道まで通り抜けることが可能であった。

### 団地開発
青葉台団地はもともと2つの別の団地として開発されている。現在はこれら2つと青葉台八丁目のほか、姉崎字六孫王原3221番など青葉台小学校の学区内全域を青葉台団地と呼ぶ。なお、換地処分後に開発された青葉台一丁目と青葉台二丁目及び青葉台七丁目の一部は計画戸数及び計画人口のうちに含まれていない。
| [ 9 ]    | 青葉台グリーンタウン   | 姉崎みどりヶ丘団地 |
| -------- | ---------------------- | ------------------ |
| 事業主体 | 藤田観光・平和観光開発 | 千葉県住宅供給公社 |
| 区画     | 2,192区画              | 915区画            |
| 面積     | 76.2ha                 | 76.2ha             |
| 計画人口 | 10,000人               | 3,315人            |
| 計画戸数 | 2,177戸                | 900戸              |
| 新町丁字 | 青葉台一丁目から五丁目 | 青葉台六・七丁目   |

### 都市計画
都市計画区域内であり、用途地域が下の通りに指定されている。
| 用途地域                 | 範囲                                           |
| ------------------------ | ---------------------------------------------- |
| 第一種中高層住居専用地域 | 青葉台1丁目、8丁目、2丁目2 - 6番、3丁目1 - 4番 |
| 第二種中高層住居専用地域 | 青葉台2丁目1・7 - 8番                          |
| 第一種低層住居専用地域   | 上記以外                                       |

### 地価
2022年1月1日時点では、千葉県市原市青葉台6丁目26番地14で47,100円/m2である。駅郊外の住宅地域であるが、居住環境の良好な大規模の住宅地域であり、市場性に変動はあまり見られない。

#### 推移
5年毎の公示地価の推移は以下の通りである。
- 2000年（平成12年）
  - 青葉台3丁目21番地5 - 88,000円/m2
  - 青葉台6丁目26番地14 - 88,000円/m2
- 2005年（平成17年）
  - 青葉台3丁目21番地5 - 53,300円/m2
  - 青葉台6丁目26番地14 - 50,000円/m2
- 2010年（平成22年）
  - 青葉台3丁目21番地5 - 50,600円/m2
  - 青葉台6丁目26番地14 - 47,300円/m2
- 2015年（平成27年）
  - 青葉台6丁目26番地14 - 45,900円/m2
- 2020年（令和2年）
  - 青葉台6丁目26番地14 - 47,100円/m2

### 隣接町丁字
大部分の旧字が姉崎であるため、開発されなかった部分が飛地として存在するほか、ほぼ全ての方角で接している。そのほか東は畑木、南は片又木及び不入斗、南から西にかけては迎田と接している。

## 歴史

### 沿革

#### 開発前（〜1965年頃）
団地が開発されるまでは、田畑や山林が広がる地域であった。大部分の旧字は姉崎である。団地内にある堰山公園や木戸の下公園など公園名などに地番変更実施前の旧小字が残っている。

#### 人口増加期（1965年 - 1990年頃）

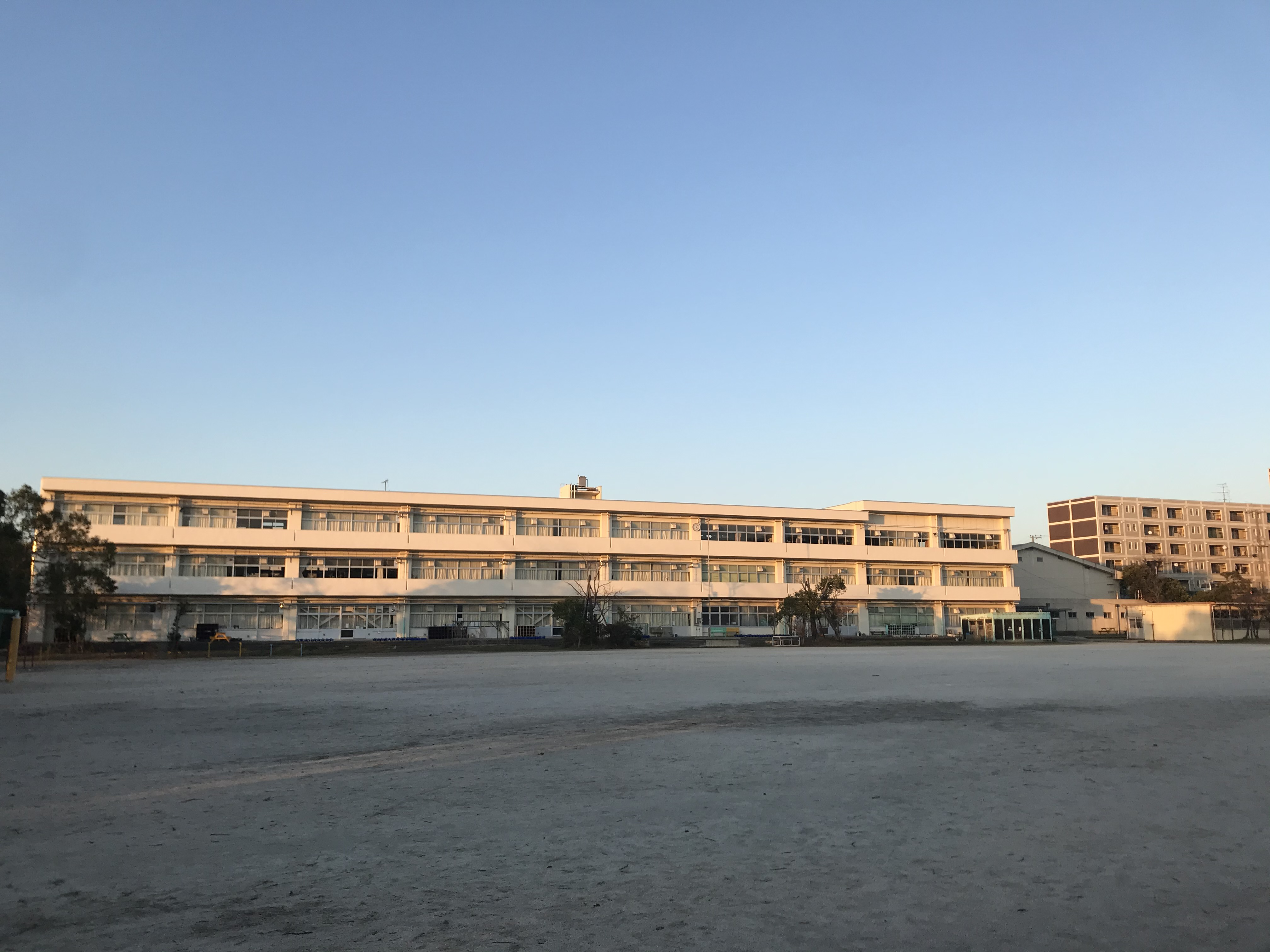
青葉台小学校

1969年（昭和44年）に、藤田観光が青葉台グリーンタウン、1970年（昭和45年）に千葉県住宅供給公社が姉崎みどりヶ丘団地の事業を開始した。これらは合計で計画人口13,315人と、過去に開発された市内の団地の中では、辰巳台団地につぐ2番目の規模であった。
1973年（昭和48年）6月1日に、地番が姉崎から青葉台一丁目 - 青葉台七丁目に変更となった。1975年（昭和50年）までには、北東部に出光興産や日本板硝子、川崎重工などの社宅やメゾン青葉台などの団地型マンションが建設されている。また1975年（昭和50年）には、市原市立青葉台小学校が市原市立明神小学校から分離開校し、1983年（昭和58年）には、市原市立姉崎東中学校が市原市立姉崎中学校から分離開校している。この頃は地域内の人口増加が顕著な時期であった。

#### 停滞期（1990年 - 2010年頃）

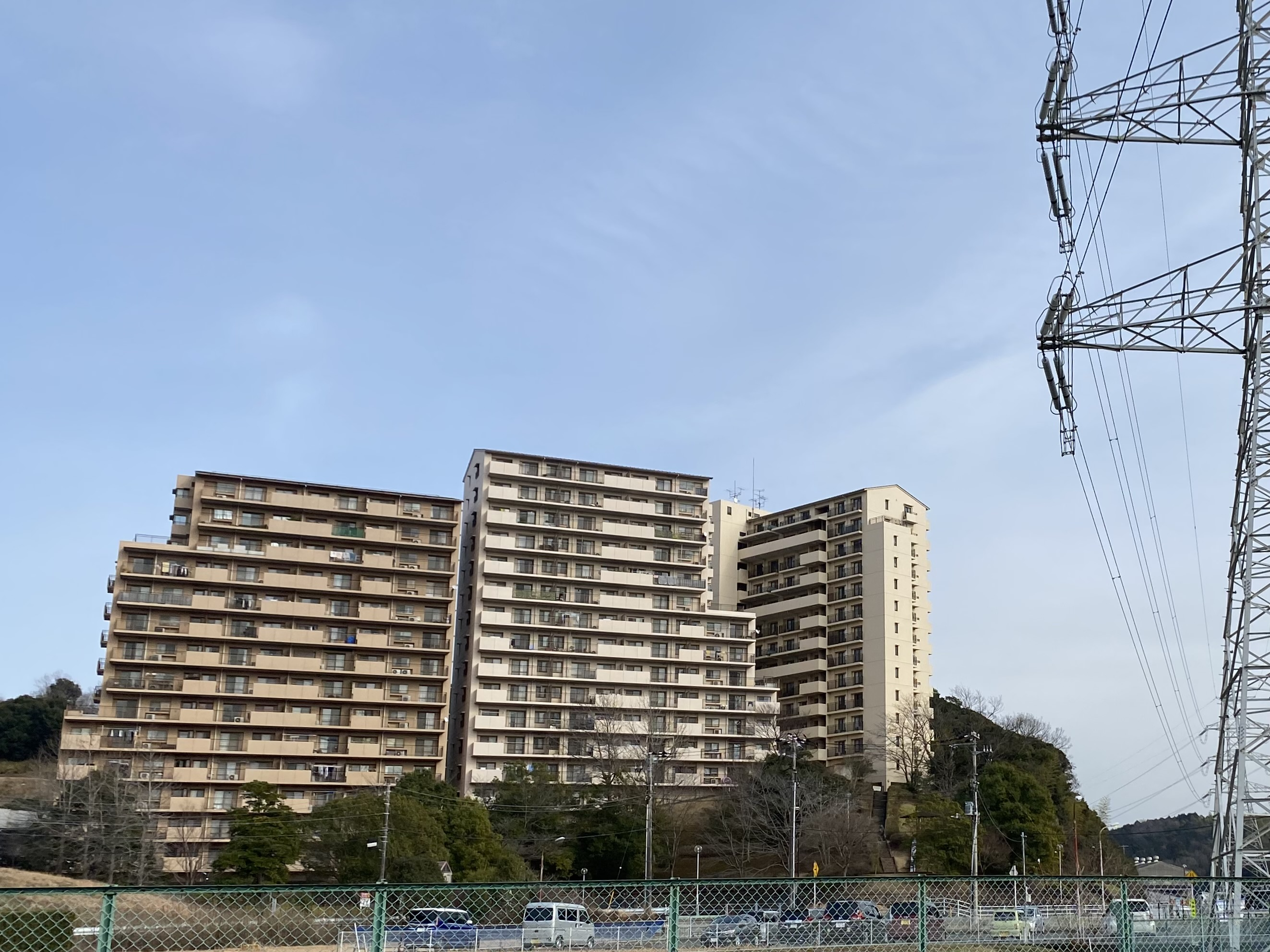
ガーデンコート姉ケ崎（青葉台八丁目）

1993年（平成5年）に、青葉台四丁目と青葉台七丁目の間にある姉崎字六孫王原3221番地において、総戸数414戸のマンションであるダイヤパレス千葉青葉台が建設された。また1996年（平成6年）には、不入斗に姉崎地区で初の高層マンションである14階建て605戸のガーデンコート姉ケ崎が建設され、これはのちに青葉台八丁目として編入している。この時より、青葉台一丁目から青葉台八丁目までの町丁が存在する現在と同じ状態となる。これらの建設もあり、2005年（平成17年）には町丁の人口がピークに達した。青葉台一丁目から青葉台八丁目で人口約10,000人で人口密度約12,000人程度があった。同時に市原市全体の人口も約28.5万人で最大数に達している。

#### 世代交代期（2010年 - 2015年頃）

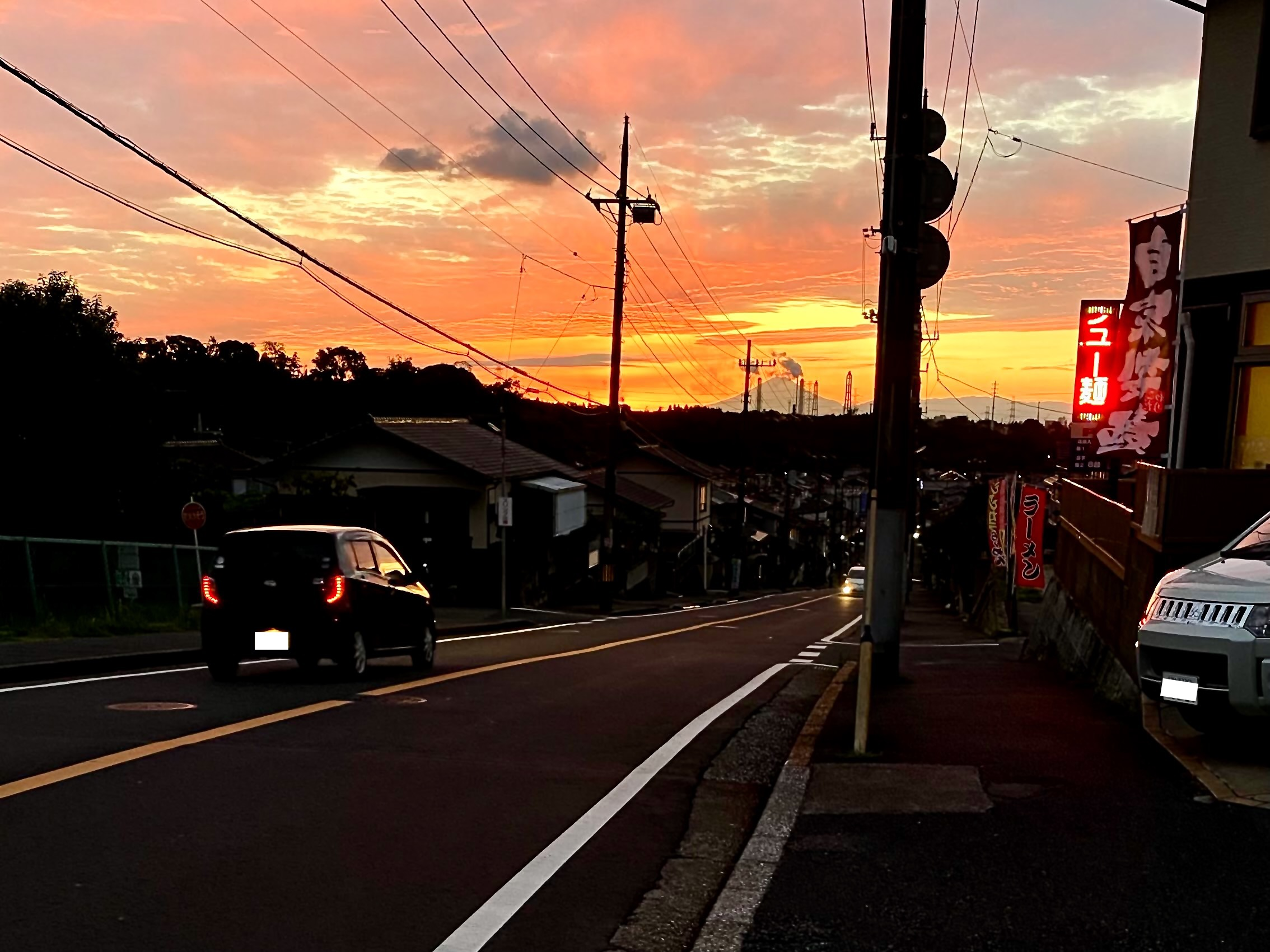
みどりが丘と工場・富士山

2000年代後半は人口はほぼ横ばいか微減傾向で推移していたが、2010年（平成22年）に入る頃には急速に人口減少が進み、年人口増加率が-1.2%を下回り始めた。これは時代背景的なものの他に、ある時期に集中して同世代の人々が入居したのち、新たに開発がほぼ行われていないため少子高齢化が著しく進行しているという理由からである。
2015年（平成24年）頃からは、特に青葉台一丁目を中心とした旧社宅跡地の開発が盛んになっている。青葉台一丁目に関しては、2022年現在、町丁の総人口が最大であった2005年頃と、若年人口及び総人口があまり変わらない状態にまで回復している。住宅も新築建て替えされることが多くなり、特に青葉台六丁目及び七丁目ではそれが顕著である。また町会でも地域再興に力を入れ始めており、2021年には青葉台町会協議会が中心となっている地域振興プロジェクト「青葉台39プロジェクト」が内閣総理大臣賞を受賞した。このプロジェクトでは、青葉台商店街の空き店舗において、千葉県立姉崎高等学校の生徒と地域住民が一体となって地元産のイチジク等を使用したカフェの運営をするほか、花壇の整備等による街区の美化などの活動をしている。また、2022年4月からは市原市が東京大学大学院等との高齢者の健康状態の確認に関する実証実験を開始している。

### 年表
- 1969年（昭和44年） - 青葉台グリーンタウン第1期の販売が開始される[9]。
- 1970年（昭和45年） - 姉崎みどりが丘団地の事業が開始される[9]。
- 1971年（昭和46年） - 青葉台グリーンタウン開発区域の換地処分実施[9]。
- 1972年（昭和47年）4月2日 - 青葉台グリーンタウン第4期分譲開始。姉崎字運上山3251ほか66万m2、93区画。これまで第3期までで約1,400戸[9]。
- 1973年（昭和48年）
  - 6月1日 - 姉崎みどりヶ丘団地開発区域の換地処分を実施。また、青葉台グリーンタウンと姉崎みどりが丘団地開発区域の両方において地番変更及び住居表示を実施。大字「姉崎」から町丁「青葉台一丁目 - 青葉台七丁目」に変更[9]。
- 1974年（昭和49年）2月14日 - 青葉台グリーンタウン建売最終74棟の分譲受付開始[9]。
- 1975年（昭和50年） - 市原市立青葉台小学校が市原市立明神小学校を仮校舎として開校[9]。
- 1976年（昭和51年）
  - 2月24日 - 姉崎みどりヶ丘団地915戸のうち第1期、454戸分の販売開始[9]。
  - 4月1日 - 市原市立青葉台小学校校舎が現在地に完成[9]。
- 1983年（昭和58年） - 市原市立姉崎東中学校が市原市立姉崎中学校から分離して姉崎2156番地に開校[9]。同年に姉崎3056番地1に移転[9]。
- 1992年（平成4年） - 青葉台公民館が老朽化のため撤去され、新たに青葉台自治会館が完成[16]。
- 1993年（平成5年） - 姉崎字六孫王原3221番地に中高層マンションの「ダイヤパレス千葉青葉台」を建設する[9]。
- 1996年（平成8年） - 不入斗（現：青葉台八丁目）の開発が開始される[9]。
- 1997年（平成9年） - 「スーパーあおば」が閉店する。
- 2000年（平成12年） - 青葉台自治会館が第1回市原市都市景観賞受賞[16]。
- 2004年（平成16年） 
  - 8月 - 青葉台六丁目・青葉台七丁目及びダイヤパレス町会による「青葉台地区に市民バスを走らせる研究会」が発足。バスの需要調査や運行ルート検討、コミュニティバス運営組織の設立準備等を開始。
  - 10月 - 青葉台三丁目の川崎重工青葉台社宅が解体される。
  - 12月 - 青葉台五丁目の富士石油青葉台社宅が解体される。
- 2005年（平成17年） 
  - 青葉台団地の人口が最多となる。青葉台一丁目から八丁目の町丁内約10,000人、青葉台団地全体約11,000人。
  - 4月 - 「青葉台地区に市民バスを走らせる研究会」の加入メンバーと新たに町会内で募集したメンバーによる 「青葉台コミュニティバス運営協議会」が発足[16]。
  - 11月1日 - コミュニティバス「あおばす」の運行開始[16]。委託先は小湊鉄道。
- 2011年（平成23年） - 青葉台一丁目の出光青葉台中社宅が解体されて戸建て分譲。
- 2013年（平成25年） - 青葉台一丁目の日本板硝子青葉台社宅が解体されて戸建て分譲。
- 2014年（平成26年） - 青葉台二丁目の出光青葉台南社宅（現：出光青葉台社宅）建て替え。
- 2015年（平成27年） - コミュニティバス「あおばす」が、小湊鉄道の一般路線バスに昇格。
- 2019年（平成31年） - 青葉台一丁目の出光青葉台北社宅が解体されて戸建て分譲。
- 2020年（令和2年） - 青葉台一丁目の富士石油青葉台寮の使用停止。
- 2021年（令和3年） 
  - 6月1日 - 町丁内を経由する小湊鉄道の一般路線バスに姉34系統が新設。
  - 7月28日 - 青葉台盆踊りの開催場所がそれまでの青葉台中央公園から青葉台小学校に変更。なお、COVID-19対策のため中止。
  - 10月 - 地域振興プロジェクトの「青葉台39プロジェクト」が「あしたのまち・くらしづくり活動賞」内閣総理大臣賞受賞。
- 2022年（令和4年）
  - 4月1日 - 市原市が東京大学大学院や中部電力等と協力し、当地域において高齢者のフレイル状態の改善や健康状態の維持にスマートメーターで取得する電力データを利用する実証実験を約1年間実施。
  - 10月8日 - 青葉台自治会館及び青葉台中央公園で市原市長小出譲治を招いて地域振興プロジェクト「青葉台39プロジェクト」の記念行事を開催。
- 2023年（令和5年）
  - 6月15日 - 帝京大学ちば総合医療センターのちはら台西への移転計画が発表。
  - 青葉台三丁目3番地のチヨダウーテ青葉社宅跡地1219坪の土地分譲が開始。

### 文化
団地内のほぼ全てで旧字が姉崎であるので、姉崎の旧来の文化が多く残っている。例えば、「姉崎はまつを嫌う」という姉埼神社氏子区域内で松を飾らない風習などは当団地内でも現在に至るまで続いており、正月に門松を飾る家庭はほとんどみられない。市原市からは門松の代用品として門榊カードがホームページから印刷できるようになっている。

### 遺跡等
姉崎古墳群を構成する地域の一部に含まれており、当地域内にも木戸窪古墳、徳部台古墳、堰頭古墳などが公園や住宅の下に存在する。

### 旧地名
旧地名と現町丁の対照は以下の通りである。あくまで目安であり、現在の町丁境はこれを跨ぐ場合もある。
| 現在の地名目安 | 現在の地名目安 | 旧大字 | 旧小字     | よみ           | 意味                                 | 備考                 |
| 大字           | 詳細           | 旧大字 | 旧小字     | よみ           | 意味                                 | 備考                 |
| -------------- | -------------- | ------ | ---------- | -------------- | ------------------------------------ | -------------------- |
| 青葉台一丁目   | 2番地付近      | 姉崎   | 辯財天     | べんざいてん   | 不明                                 | 姉崎に現存           |
| 青葉台一丁目   | 3番地付近      | 姉崎   | 寺山       | てらやま       | 不明                                 |                      |
| 青葉台一丁目   | 4番地付近      | 姉崎   | 境町       | さかいまち     | 鶴牧村成立前の畑木村と姉ヶ崎村の境。 | 姉崎に現存           |
| 青葉台一丁目   | 5番地付近      | 姉崎   | 要害       | ゆうげ         | 「要害堅固」＝守備の要地。           |                      |
| 青葉台一丁目   | 10番地付近     | 姉崎   | 寺山台     | てらやまだい   | 不明                                 |                      |
| 青葉台一丁目   | 11番地付近     | 姉崎   | 堰上       | せきがみ       | 葎堰の上方                           |                      |
| 青葉台二丁目   | 1番地付近      | 姉崎   | 堰谷       | せきやつ       | 葎堰の上方の若干谷になっている場所。 |                      |
| 青葉台二丁目   | 8番地付近      | 姉崎   | 徳部台     | とくべだい     | 不明                                 |                      |
| 青葉台二丁目   | 9番地付近      | 姉崎   | 堰山       | せきやま       | 葎堰の上方の山。                     | 堰山公園の由来。     |
| 青葉台二丁目   | 19番地付近     | 姉崎   | 大谷       | おおやつ       | 不明                                 |                      |
| 青葉台二丁目   | 32番地付近     | 姉崎   | 堰頭       | せきがしら     | 不明                                 | 堰頭公園の由来。     |
| 青葉台三丁目   | 1番地付近      | 姉崎   | 鞍掛       | くらがけ       | 不明                                 |                      |
| 青葉台三丁目   | 10番地付近     | 姉崎   | 橋戸       | はしど         | 不明                                 |                      |
| 青葉台四丁目   | 8番地付近      | 姉崎   | 安居尻     | やすいじり     | 不明                                 |                      |
| 青葉台四丁目   | 23番地付近     | 姉崎   | 木戸窪     | きどくぼ       | 不明                                 |                      |
| 青葉台四丁目   | 27番地付近     | 姉崎   | 運上山     | うんじょうやま | 不明                                 |                      |
| 青葉台四丁目   | 30番地付近     | 姉崎   | 油田       | あぶらだ       | 不明                                 |                      |
| 青葉台五丁目   | 1番地付近      | 姉崎   | 東原       | ひがしばら     | 原の東。                             |                      |
| 青葉台五丁目   | 3番地付近      | 姉崎   | 君作       | きみさく       | 不明                                 | 君ヶ作公園の由来。   |
| 青葉台五丁目   | 9番地付近      | 姉崎   | 台谷       | だいやつ       | 台地と台地の間。                     |                      |
| 青葉台五丁目   | 14番地付近     | 姉崎   | 安居尻     | やすいじり     | 不明                                 |                      |
| 青葉台五丁目   | 14番地付近     | 姉崎   | 木戸ノ下   | きどのした     | 不明                                 | 木戸ノ下公園の由来。 |
| 青葉台五丁目   | 16番地付近     | 姉崎   | 茶畑       | ちゃばたけ     | 不明                                 |                      |
| 青葉台五丁目   | 17番地付近     | 姉崎   | 山越       | やまこし       | 不明                                 | 姉崎に現存           |
| 青葉台六丁目   | 5番地付近      | 姉崎   | 松作台     | まつざくだい   | 不明                                 | 姉崎に現存           |
| 青葉台六丁目   | 5番地付近      | 姉崎   | 原         | はら           | 不明                                 | 姉崎に現存           |
| 青葉台六丁目   | 18番地付近     | 姉崎   | 下菜飯     | したなめし     | 不明                                 |                      |
| 青葉台六丁目   | 30番地付近     | 姉崎   | 毛尻下     | けじりした     | 不明                                 |                      |
| 青葉台六丁目   | 34番地付近     | 姉崎   | 大宮田     | おおみやだ     | 不明                                 | 姉崎に現存           |
| 青葉台七丁目   | 3番地付近      | 姉崎   | 白尾       | びゃくび       | 不明                                 | 白尾公園の由来。     |
| 青葉台七丁目   | 6番地付近      | 姉崎   | 毛尻       | けじり         | 不明                                 |                      |
| 青葉台七丁目   | 12番地付近     | 姉崎   | 山ノ神     | やまのかみ     | 不明                                 |                      |
| 青葉台七丁目   | 24番地付近     | 姉崎   | 平右衛門作 | へいえもんさく | 不明                                 | 姉崎に現存           |
| 青葉台七丁目   | 31番地付近     | 姉崎   | 毛尻下     | けじりした     | 不明                                 |                      |
| 青葉台八丁目   | 1番地付近      | 不入斗 | 小谷       | こやつ         | 不明                                 |                      |
| 青葉台八丁目   | 1番地付近      | 不入斗 | 十六作     | じゅうろくさく | 不明                                 |                      |

## 世帯数と人口

### 現在
2023年（令和5年）4月1日現在の世帯数及び人口の詳細は以下の通りである。
| 町丁字       | 町丁字       | 世帯数    | 人口総数 | 人口  | 人口   | 人口     | 人口     | 人口    | 人口   | 世帯人員 | 面積   |
| 町丁字       | 町丁字       | 世帯数    | 人口総数 | 若年  | 若年   | 生産年齢 | 生産年齢 | 高齢    | 高齢   | 世帯人員 | 面積   |
| ------------ | ------------ | --------- | -------- | ----- | ------ | -------- | -------- | ------- | ------ | -------- | ------ |
| 青葉台一丁目 | 青葉台一丁目 | 418世帯   | 998人    | 195人 | 19.54% | 573人    | 57.41%   | 230人   | 23.05% | 2.39人   | 80.0ha |
| 青葉台二丁目 | 青葉台二丁目 | 513世帯   | 1,087人  | 123人 | 11.32% | 597人    | 54.92%   | 367人   | 33.76% | 2.12人   | 80.0ha |
| 青葉台三丁目 | 青葉台三丁目 | 515世帯   | 1,031人  | 63人  | 6.11%  | 553人    | 53.64%   | 415人   | 40.25% | 2.00人   | 80.0ha |
| 青葉台四丁目 | 青葉台四丁目 | 460世帯   | 1,049人  | 98人  | 9.34%  | 463人    | 44.14%   | 488人   | 46.52% | 2.28人   | 80.0ha |
| 青葉台五丁目 | 青葉台五丁目 | 307世帯   | 647人    | 56人  | 8.66%  | 302人    | 46.68%   | 289人   | 44.67% | 2.11人   | 80.0ha |
| 青葉台六丁目 | 青葉台六丁目 | 434世帯   | 924人    | 78人  | 8.44%  | 395人    | 42.75%   | 451人   | 48.81% | 2.13人   | 80.0ha |
| 青葉台七丁目 | 青葉台七丁目 | 585世帯   | 1,236人  | 72人  | 5.83%  | 466人    | 37.70%   | 698人   | 56.47% | 2.12人   | 80.0ha |
| 青葉台八丁目 | 青葉台八丁目 | 197世帯   | 400人    | 30人  | 7.50%  | 268人    | 67.00%   | 102人   | 25.50% | 2.03人   | 80.0ha |
| 全体         | 合計         | 3,429世帯 | 7,372人  | 715人 | 9.70%  | 3,617人  | 49.06%   | 3,040人 | 41.24% | 2.15人   | 80.0ha |
| 全体         | 前年比       | +22世帯   | -31人    | +9人  | +0.16% | -12人    | +0.04%   | -28人   | -0.20% | -0.02人  | 80.0ha |

- 人口密度：9,300人/km2
- 青葉台小学校児童数：346名
- 姉崎東中学校生徒数：178名

### 推移
国勢調査による世帯数及び人口の推移は以下の通りである。
| 1995年（平成7年）  | [ 20 ] | 9,014人   |  |
| 1995年（平成7年）  | [ 20 ] | 3,034世帯 |  |
| 2000年（平成12年） | [ 21 ] | 8,145人   |  |
| 2000年（平成12年） | [ 21 ] | 2,945世帯 |  |
| 2005年（平成17年） | [ 22 ] | 8,071人   |  |
| 2005年（平成17年） | [ 22 ] | 3,101世帯 |  |
| 2010年（平成22年） | [ 23 ] | 7,906人   |  |
| 2010年（平成22年） | [ 23 ] | 3,195世帯 |  |
| 2015年（平成27年） | [ 24 ] | 7,505人   |  |
| 2015年（平成27年） | [ 24 ] | 3,113世帯 |  |
| 2020年（令和2年）  | [ 25 ] | 7,259人   |  |
| 2020年（令和2年）  | [ 25 ] | 3,148世帯 |  |

## 通学区域
市立小学校・市立中学校及び県立高等学校の通学区域は以下の通りである。
| 町丁字       | 範囲 | 小学校               | 中学校               | 高等学校 |
| ------------ | ---- | -------------------- | -------------------- | -------- |
| 青葉台一丁目 | 全域 | 市原市立青葉台小学校 | 市原市立姉崎東中学校 | 第9学区  |
| 青葉台二丁目 | 全域 | 市原市立青葉台小学校 | 市原市立姉崎東中学校 | 第9学区  |
| 青葉台三丁目 | 全域 | 市原市立青葉台小学校 | 市原市立姉崎東中学校 | 第9学区  |
| 青葉台四丁目 | 全域 | 市原市立青葉台小学校 | 市原市立姉崎東中学校 | 第9学区  |
| 青葉台五丁目 | 全域 | 市原市立青葉台小学校 | 市原市立姉崎東中学校 | 第9学区  |
| 青葉台六丁目 | 全域 | 市原市立青葉台小学校 | 市原市立姉崎東中学校 | 第9学区  |
| 青葉台七丁目 | 全域 | 市原市立青葉台小学校 | 市原市立姉崎東中学校 | 第9学区  |
| 青葉台八丁目 | 全域 | 市原市立青葉台小学校 | 市原市立姉崎東中学校 | 第9学区  |

## 施設

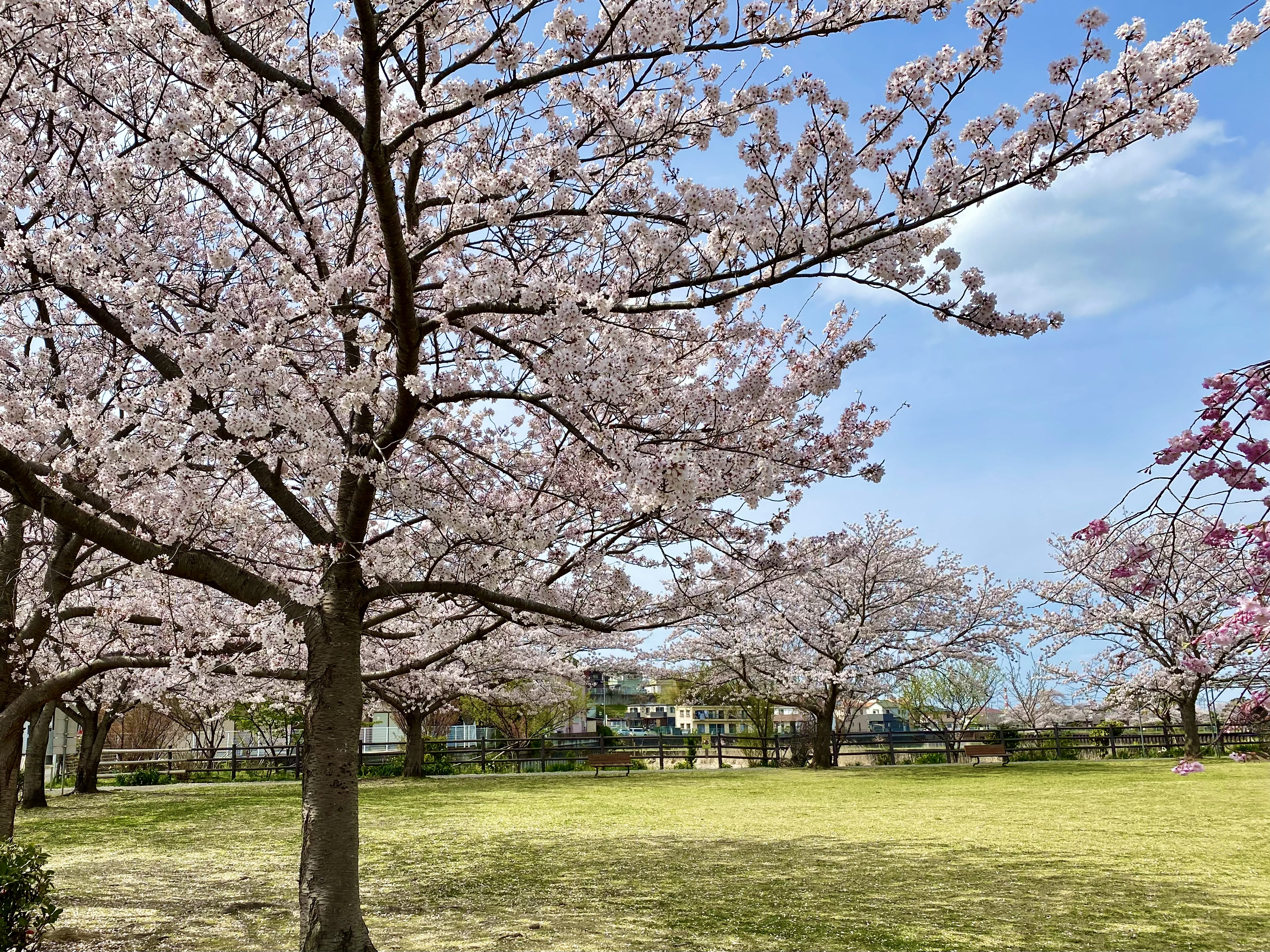
三角公園（弁財天公園）

町丁内及びその周辺の主な施設は以下の通りである。

### 公共系施設
- 市原青葉台郵便局
- 青葉台自治会館
- みどりが丘集会所
- 帝京大学ちば総合医療センター[注釈 5]
- 市原市立青葉台小学校
- 市原市立姉崎東中学校[注釈 5]
- 千葉県立姉崎高等学校[注釈 5]
- 青葉台幼稚園[注釈 5]
- つぼみの森第二保育園[注釈 5]

### 公園
- 弁才天公園[注釈 6]
- 堰山公園
- 青葉台中央公園
- 堰頭公園
- 君ガ作公園
- 木戸ノ下公園
- みどりヶ丘公園
- みどりヶ丘北公園
- みどりヶ丘東公園
- みどりヶ丘南公園
- 白尾公園[注釈 7]
- 青葉台南公園
- 丘の上公園[注釈 5][注釈 8]
- 青葉ノ原公園[注釈 5]

### 商業施設
- スーパーわかば本店
- セイムス青葉台店

※最も近い総合スーパーはイトーヨーカドー姉崎店、最も近いショッピングモールはアリオ市原。

### マンション
- 出光興産青葉台社宅[注釈 9]
- 日本メジフィックス青葉台寮
- ファミール青葉台[注釈 10]
- メゾン青葉台[注釈 11]
- コスモ市原青葉台[注釈 12]
- 三井コーポ青葉台
- ガーデンコート姉ヶ崎（壱番館から参番館）[注釈 13]
- ダイアパレス千葉青葉台[注釈 5]
  - ノースアべニュー[注釈 14]
  - サウスアベニュー[注釈 15]
  - イーストアベニュー[注釈 16]
  - ウエストアベニュー[注釈 17]

### 遺跡
- 木戸窪古墳[注釈 18]
- 徳部台古墳[注釈 18]
- 堰頭古墳[注釈 5]
- 姉崎六孫王原遺跡[注釈 5]
- 六孫王原古墳[注釈 5]

### その他
- Apollo Cultivate park
- コストコホールセール市原物流センター[注釈 19]

### 閉鎖施設
換地処分が完了した1973年6月1日以降から2023年5月1日現在までに閉鎖された施設は以下の通りである。
| 分野 | 施設名                            | 廃止年 | 解体年 | 場所                 | 現状及び備考         |
| ---- | --------------------------------- | ------ | ------ | -------------------- | -------------------- |
| 公共 | 青葉台終末処理場                  | 1993年 | 1994年 | 青葉台一丁目2番地    | 弁才天公園の一部     |
| 住居 | 出光興産青葉台北社宅              | 2016年 | 2018年 | 青葉台一丁目5番地    | 住宅地               |
| 住居 | 富士石油青葉台寮                  | 2020年 | 未撤去 | 青葉台一丁目5番地6   | 建物現存             |
| 住居 | 日本板硝子青葉社宅                | 2014年 | 2015年 | 青葉台一丁目6番地    | 住宅地               |
| 住居 | 出光興産青葉台中社宅              | 2011年 | 2012年 | 青葉台一丁目9番地    | 住宅地               |
| 公共 | 旧市原青葉台郵便局                | 移転   | 未撤去 | 青葉台一丁目12番地14 | 青葉台ふれあいサロン |
| 商業 | スーパーあおば                    | 1990年 | 未撤去 | 青葉台二丁目1番地5   | スーパーわかば       |
| 住居 | 社宅又は寮（設置組織不明）        | 2013年 | 2013年 | 青葉台二丁目1番地    | 住宅地               |
| 住居 | 社宅又は寮（設置組織不明）        | 2003年 | 2003年 | 青葉台二丁目2番地    | 住宅地               |
| 商業 | ファミリーマート サカモト青葉台店 | 2017年 | 2018年 | 青葉台二丁目7番地14  | 月極駐車場           |
| 公共 | 青葉台公民館                      | 1991年 | 1991年 | 青葉台二丁目24番地9  | 青葉台自治会館       |
| 住居 | 川崎重工業青葉台社宅              | 2004年 | 2004年 | 青葉台三丁目1番地    | 住宅地               |
| 住居 | 社宅又は寮（設置組織不明）        | 1990年 | 1990年 | 青葉台三丁目2番地1   | マンション           |
| 住居 | 社宅又は寮（設置組織不明）        | 2006年 | 2006年 | 青葉台三丁目3番地    | 土地分譲予定地       |
| 住居 | チヨダウーテ青葉社宅              | 2018年 | 2022年 | 青葉台三丁目3番地    | 土地分譲予定地       |
| 住居 | 富士石油青葉台社宅                | 2004年 | 2005年 | 青葉台五丁目17番地   | 空き地               |
| 公共 | みどりヶ丘終末処理場              | 1994年 | 1994年 | 青葉台七丁目24番地   | みどりヶ丘集会所     |

## 交通

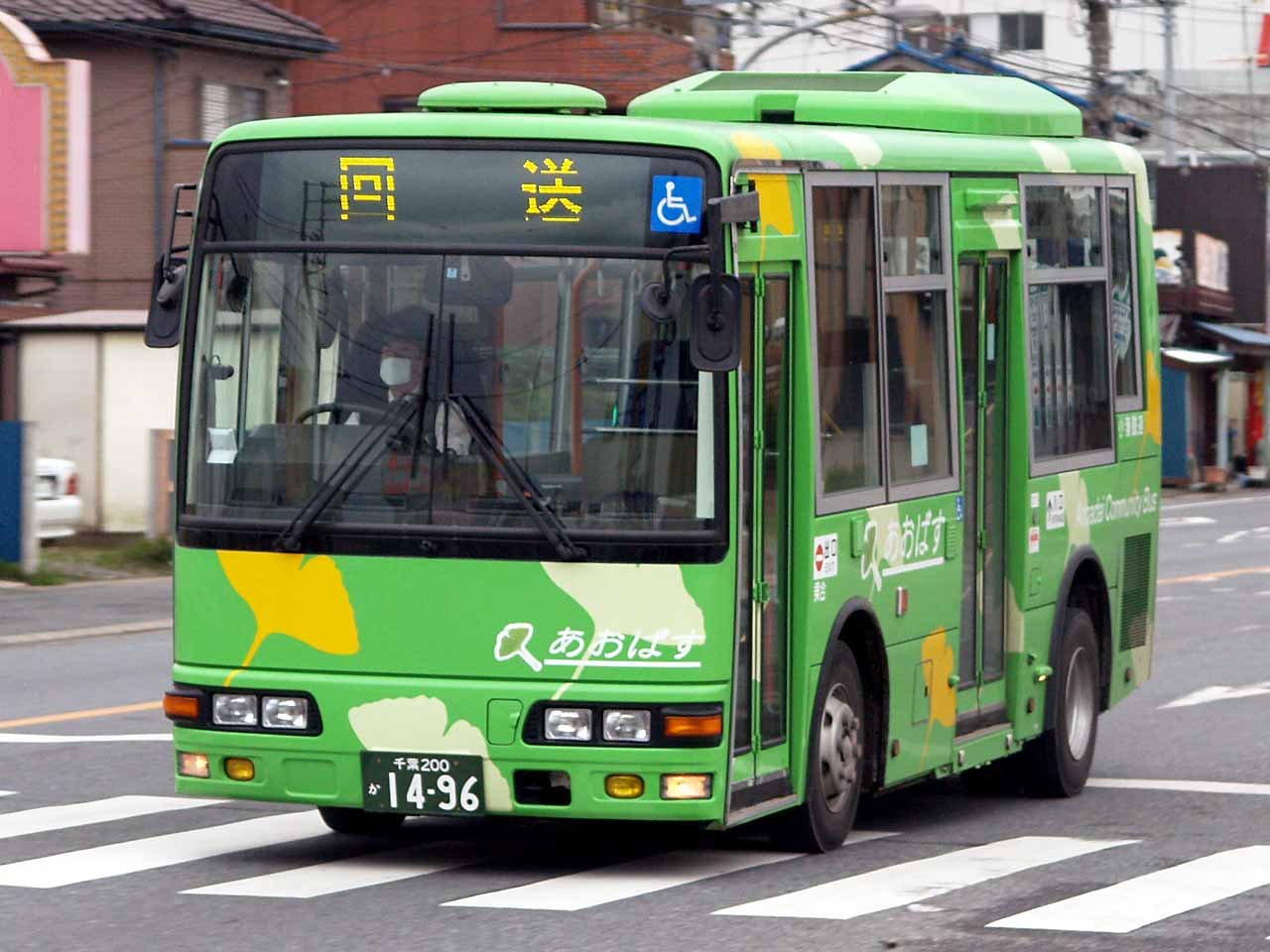
あおばす

### 鉄道
都心からのアクセスに関しては、東京都千代田区の東京駅から最寄り駅である姉ケ崎駅まで、京葉線経由の特急さざなみ号で約45分、京葉線経由の通勤快速で約50分、京葉線経由の快速で約60分、総武快速線経由の快速で約65分となっている。なお姉ケ崎駅は、経由する全ての定期列車が停車する。
町丁内に駅はないが、最寄駅は以下の通りである。
- JR東日本内房線
  - 姉ケ崎駅
- 小湊鉄道
  - 光風台駅

### バス
町丁内を通る一般路線バスは以下の通りである。
| 会社     | 路線・系統   | 運行区間                              | 経由                                               | 備考        |
| -------- | ------------ | ------------------------------------- | -------------------------------------------------- | ----------- |
| 小湊鉄道 | 姉01系統     | 姉ケ崎駅東口 - 青葉台グリーンタウン   | 姉崎高校前                                         |             |
| 小湊鉄道 | 姉02系統     | 姉ケ崎駅東口 - 帝京大学医療センター   | 姉崎高校前、青葉台グリーンタウン                   |             |
| 小湊鉄道 | 姉03系統     | 姉ケ崎駅東口 - 帝京大学医療センター   | 姉崎高校前                                         |             |
| 小湊鉄道 | 姉21系統     | 姉崎ターミナル - 青葉台グリーンタウン | 姉崎高校前                                         | [ 注釈 20 ] |
| 小湊鉄道 | 姉22系統     | 姉崎ターミナル - 帝京大学医療センター | 姉崎高校前                                         | [ 注釈 20 ] |
| 小湊鉄道 | 姉30系統     | 姉ケ崎駅東口 - 光風台駅               | 姉崎高校前、帝京大学医療センター、いちはら緑園都市 |             |
| 小湊鉄道 | 姉34系統     | 姉ケ崎駅東口 - コストコ               | 姉崎高校前、帝京大学病院                           |             |
| 小湊鉄道 | あおばす     | 姉ケ崎駅東口 - 帝京大学医療センター   | 姉崎中学校、みどりヶ丘中央、ダイアパレス           | [ 注釈 21 ] |
| 小湊鉄道 | あおばす急行 | 姉ケ崎駅東口 - ダイアパレス           | 姉崎中学校、みどりヶ丘中央                         | [ 注釈 21 ] |

### 道路
1. 高速道路
  - 町丁内に高速道路及びその出入口はない。館山自動車道「姉崎袖ケ浦IC」が最も近い。
2. 国道
  - 町丁内に国道はない。国道16号が最も近い。
3. 県道
  - 町丁内に県道はないが、近くに千葉県道24号千葉鴨川線と千葉県道13号市原茂原線がある。
4. 主な市道
  - 青葉中央通り（一丁目から四丁目）
  - 青葉通り（三丁目から五丁目）
  - みどりヶ丘通り（六丁目から七丁目）
  - 大学病院通り（団地東部の姉崎及び畑木との境界付近）

## 関連する著名人
- 藤本勝司（実業家・日本板硝子会長など）
- 千秋（タレント・歌手）
- 中原果南（女優）
- 歌広場淳（歌手）

## 周辺の住宅地
- 姉崎住宅団地
- いちはら緑園都市
- 桜台団地
- 角栄団地